# Fußball in Duisburg

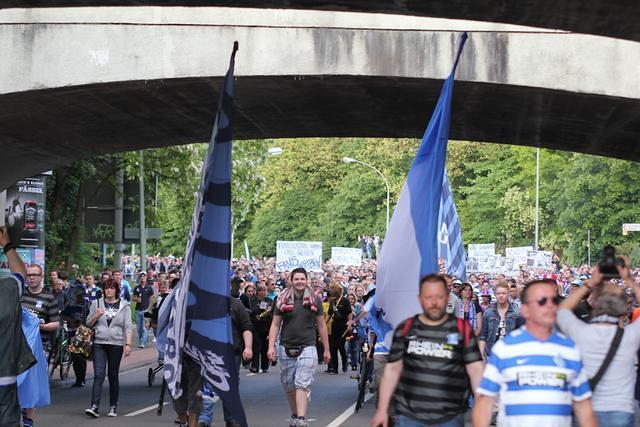
Fanmarsch des MSV Duisburg

Der Fußball in Duisburg wurde bis Ende der 1920er Jahre vom Duisburger Spielverein (DSV) dominiert, der zwischen 1904 und 1927 insgesamt elfmal die westdeutsche Fußballmeisterschaft gewann, wodurch er der Rekordmeister des bis 1933 ausgetragenen Wettbewerbs ist. Zum Vergleich: der zweiterfolgreichste Verein ist der FC Schalke 04, der seine insgesamt vier Titel erst im Zeitraum zwischen 1929 und 1933 gewann. Im Zeitraum seiner erfolgreichsten Epoche nahm der DSV zwölfmal an den Endrundenspielen um die deutsche Fußballmeisterschaft teil und krönte seine erfolgreichste Teilnahme 1913 mit der Vizemeisterschaft, als das Finale gegen den VfB Leipzig verloren wurde, der in diesem Jahr bereits seinen dritten (allerdings auch bisher letzten) Meistertitel feiern konnte. Darüber hinaus konnte sich der DSV sechsmal für das Halbfinale qualifizieren.
Der MSV Duisburg als später erfolgreichster Verein der Stadt gewann die bis 1933 ausgetragene westdeutsche Fußballmeisterschaft kein einziges Mal und konnte sich erstmals 1929 durch einen zweiten Platz hinter dem FC Schalke 04 für die Endrunde um die deutsche Fußballmeisterschaft qualifizieren, wo man gegen den Hamburger SV ebenso in der ersten Runde ausschied wie zwei Jahre später gegen den SV 1860 München.
Während des Zweiten Weltkriegs nahmen aus Duisburg, jeweils als Sieger der Sportbereichsklasse Niederrhein, der SV Hamborn 07 (1942), Westende Hamborn (1943) und eine aus dem DSV und der TuS 48/99 gebildeten Kriegsspielgemeinschaft (1944) an den Endrundenspielen um die deutsche Fußballmeisterschaft teil. Während die 07er bereits in der ersten Runde (1:5 gegen Werder Bremen) und die per Freilos ins Achtelfinale gekommenen Westendler (1:8 gegen den VfR Mannheim) vorzeitig ausschieden, gelang der Kriegsspielgemeinschaft durch Siege gegen die KSG VfL Köln/SpVgg Sülz (2:0) und den FC Schalke 04 (2:1) der Einzug ins Viertelfinale, wo sich der Luftwaffen-Sportverein Hamburg (0:3) als zu stark erwies.
In der zwischen 1947/48 und 1962/63 bestehenden Fußball-Oberliga West spielten der Meidericher SV und der SV Hamborn 07 (jeweils 11 Spielzeiten), der Duisburger SpV (10 Spielzeiten) und der Duisburger FV 08 (in der Saison 1949/50). Dabei gelang einzig dem DSV 1957 die Endrundenteilnahme um die deutsche Meisterschaft, wo er in den Gruppenspielen mit einem Punkt Rückstand auf den Hamburger SV die Finalteilnahme nur knapp verpasste.
Mit Einführung der Fußball-Bundesliga in der Saison 1963/64 und der Aufnahme des MSV in dieselbe fand die breite Duisburger Fußballkultur ein jähes Ende. Lediglich im DFB-Pokal-Turnier derselben Spielzeit konnte der DSV den MSV noch einmal überflügeln. Denn während der MSV bereits in der ersten Runde ausschied, gelang dem DSV der Sprung ins Achtelfinale. Doch am Ende derselben Saison belegte der MSV in der Bundesliga-Abschlusstabelle den zweiten Platz hinter dem Meister 1. FC Köln und feierte seine bis heute einzige Vizemeisterschaft, während der DSV durch seine mit Wirkung vom 1. Juli 1964 vollzogene Fusion mit dem TuS 48/99 zu Eintracht Duisburg seine traditionsreiche Existenz beendete.

## Pokalturniere
Duisburger Rekordteilnehmer an den landesweiten Pokalturnieren vor Einführung der Fußball-Bundesliga war der SV Hamborn 07, dem eine fünfmalige Qualifikation gelang. Bereits beim Eröffnungsturnier des 1935 eingeführten Tschammerpokals nahm Hamborn 07 teil, wo man allerdings ebenso in der ersten Runde ausschied wie bei den beiden folgenden Turnieren: 1939 und 1942, als jeweils zwei Hamborner Vereine am Pokalwettbewerb teilnahmen. Der andere Verein war der aus den Bergbausportgemeinden hervorgegangene SV Schwarz-Weiß Westende Hamborn, der insgesamt dreimal am Tschammerpokal teilnahm (auch 1941) und der bei den Turnieren der Jahre 1939 und 1942 jeweils bis ins Achtelfinale vorstieß. Auf zwei Teilnahmen, ebenfalls während des Krieges, kam der TuS 48/99 in den Spielzeiten 1940 und 1941. Außerdem nahm der Duisburger FV 08 1937 am Tschammerpokal teil und stieß bis ins Achtelfinale vor, wo man gegen Borussia Dortmund ein Wiederholungsspiel erzwang, das mit 1:3 verloren wurde.
Die größten Duftmarken in dieser Epoche setzte aber der SV Hamborn 07. Nachdem er sich bei seiner vierten Pokalteilnahme in der Saison 1952/53 (der Eröffnungssaison des DFB-Pokals) in der Vorrunde gegen den 1. SC Göttingen 05 durchgesetzt hatte, musste er nach einem 1:1 nach Verlängerung auf heimischem Gelände gegen den FC St. Pauli zu einem damit erzwungenen Rückspiel im Stadion auf dem Hamburger Heiligengeistfeld antreten. Diese am 26. Dezember 1952 ausgetragene Begegnung war das erste live im deutschen Fernsehen übertragene Fußballspiel und wurde von Hamborn 07 mit 4:3 gewonnen. Für die Hamborner endete das Pokalturnier im folgenden Viertelfinale, wo sie dem späteren Finalisten Alemannia Aachen mit 1:3 unterlagen. Acht Jahre später konnten die Hamborner sogar bis ins Halbfinale vordringen, wo sie dem 1. FC Kaiserslautern knapp mit 1:2 unterlagen.
Der Meidericher SV Duisburg (der den Städtenamen erst seit Januar 1967 in den Vereinsnamen integriert hat) erreichte insgesamt viermal ein DFB-Pokalfinale, unterlag aber in allen Fällen: 1966 und 1998 gegen Bayern München, 1975 gegen Eintracht Frankfurt und 2011 gegen Schalke 04.

## Weitere sportliche Aspekte

### Weltmeisterschaften
Bisher nahmen fünf zum jeweiligen Zeitpunkt bei Duisburger Vereinen unter Vertrag stehende Fußballspieler für die deutsche Nationalmannschaft an einer Fußball-Weltmeisterschaft teil. Bei der ersten WM-Teilnahme Deutschlands 1934 gehörten Willy Busch vom Duisburger TSV 1899 und Paul Zielinski von Union 02 Hamborn zum deutschen WM-Aufgebot. Dabei bestritt Zielinski alle vier Spiele der deutschen Nationalmannschaft und Busch kam in allen drei Begegnungen ab dem Viertelfinale zum Einsatz.
Bei der Fußball-Weltmeisterschaft 1966 gehörte Werner Krämer vom Meidericher SV zum deutschen WM-Aufgebot. Krämer kam beim 2:1-Sieg gegen Spanien im letzten Vorrundenspiel der Gruppe B zum Einsatz.
Zwei weitere MSV-Spieler gehörten zum deutschen WM-Aufgebot bei der Fußball-Weltmeisterschaft 1978: dabei kam Bernard Dietz mit Ausnahme des ersten Spiels gegen Polen in allen übrigen fünf Begegnungen zum Einsatz, während Ronnie Worm vergeblich auf einen Einsatz hoffte.

### Europapokal
Als einziger Duisburger Verein nahm der MSV an Europapokal-Wettbewerben teil und erreichte sein bestes Ergebnis in der Saison 1978/79, als die „Zebras“ das Halbfinale um den UEFA-Pokal gegen den „Nachbarn“ Borussia Mönchengladbach erreichten. Dort unterlagen sie dem späteren Turniersieger mit 2:2 und 1:4.

## Soziologische Aspekte
Der Duisburger SpV war überwiegend im Stadtteil Wanheimerort im Süden Duisburgs beheimatet und galt in seiner Anfangszeit als Verein des gehobenen Bürgertums. Obwohl er sich bereits in den 1920er Jahren auch den einfachen Arbeitern öffnete, hing ihm sein „Oberschicht“-Image noch lange an und er war während der Zeit des Nationalsozialismus als „Judenclub“ verschrien. Der noch bestehende Duisburger FV 08 ist im benachbarten Stadtteil Hochfeld beheimatet und auch der TuS 48/99, mit dem der DSV im Juli 1964 fusionierte, war im Duisburger Süden verankert und galt ebenfalls als gehobener bürgerlicher Verein.
Dagegen galten die nördlich der Duisburger Häfen beheimateten Vereine aus Meiderich und Hamborn als die klassischen Repräsentanten der Arbeiterklasse. Auch gehörten sie zum Zeitpunkt ihrer Gründung noch nicht zum Duisburger Stadtgebiet, da beide Orte zum jeweiligen Zeitpunkt noch eigenständige Gemeinden waren, die erst später (Meiderich 1905 und Hamborn erst 1929) eingemeindet wurden.